# Ван, Марина де
Марина де Ван (род. 8 февраля 1971 года) — французский кинорежиссёр, сценарист и актриса. Училась в Лицее Анри IV и Сорбонне, где получила философское образование. В 1993—1996 — студентка FEMIS, Французской школы кинематографических наук. Тесно сотрудничала с режиссёром Франсуа Озоном. Самый известный фильм, снятый Мариной де Ван, — «В моей коже» (2003).

## Фильмография

### Режиссёр
- 2003 — В моей коже / Dans ma peau
- 2009 — Не оглядывайся / Don't Look Back
- 2011 — Мальчик с пальчик / Le petit poucet
- 2013 — Поцелуй мамочку на ночь / Dark Touch

### Сценарист
- 1997 — Увидеть море / Regarde la mer
- 2000 — Под песком / Sous le sable
- 2001 — 8 женщин / 8 femmes
- 2003 — В моей коже / Dans ma peau
- 2006 — Я думаю о вас / Je pense à vous
- 2009 — Не оглядывайся / Don't Look Back (и идея)
- 2011 — Мальчик с пальчик / Le petit poucet
- 2013 — Поцелуй мамочку на ночь / Dark Touch

### Актриса
- 1997 — Увидеть море / Regarde la mer — Татьяна
- 1998 — Крысятник / Sitcom — Софи
- 2003 — В моей коже / Dans ma peau — Эстер
- 2006 — Я думаю о вас / Je pense à vous — Анна
- 2007 — Ключ / La clef — Софи